# Jože Dobrin
Jože Dobrin, slovenski arhitekt in oblikovalec, * 27. april 1931, Ljubljana.
Po diplomi 1961 na ljubljanski Fakulteti za arhitekturo je prve uspehe dosegel v industrijskem oblikovanju (otroško pohištvo), pozneje se je uveljavil s projekti vzgojno-varstvenih zavodov, kateri kažejo njegov velik smisel za oblikovanje otrokovega okolja.